# ماركو ميليتش
ماركو ميليتش (بالسلوفينية: Marko Milič)‏ مواليد 7 مايو 1977 في كراني، جمهورية يوغوسلافيا الاشتراكية الاتحادية، هو لاعب كرة سلة سلوفيني معتزل بدأ مسيرته الاحترافية في سنة 1991 حيث تم اختياره من قبل فريق فيلادلفيا سفنتي سيكسرز خلال الدرافت. يبلغ طوله 6 قدم 7 بوصة (2.0 م). اعتزل اللعب في 2015.

## فرق لعب لها
- فينيكس صنز
- فنربخشة لكرة السلة
- ريال مدريد بالونكيستو
- فيكتوريا يبرتاس بيزارو

## إحصائيات

### إن بي إيه

#### الموسم الاعتيادي
| السنة     | الفريق     | لعب | بدأ | دقيقة | ميداني% | ثلاثية | حرة  | ارتداد | صنع | استلاب | تصدي | نقطة |
| --------- | ---------- | --- | --- | ----- | ------- | ------ | ---- | ------ | --- | ------ | ---- | ---- |
| 1998–99   | فينيكس صنز | 33  | 0   | 4.9   | .609    | .500   | .647 | .8     | .4  | .3     | .0   | 2.8  |
| 1999–2000 | فينيكس صنز | 11  | 0   | 4.8   | .400    | .000   | .    | .5     | .2  | .3     | .1   | 1.5  |
| المسيرة   |            | 44  | 0   | 4.9   | .560    | .429   | .647 | .7     | .3  | .3     | .0   | 2.5  |

#### التصفيات
| السنة   | الفريق     | لعب | بدأ | دقيقة | ميداني% | ثلاثية | حرة | ارتداد | صنع | استلاب | تصدي | نقطة |
| ------- | ---------- | --- | --- | ----- | ------- | ------ | --- | ------ | --- | ------ | ---- | ---- |
| 1998    | فينيكس صنز | 2   | 0   | 2.0   | .667    | .      | .   | .5     | .0  | .5     | .0   | 2.0  |
| المسيرة |            | 2   | 0   | 2.0   | .667    | .      | .   | .5     | .0  | .5     | .0   | 2.0  |

## روابط خارجية
- ماركو ميليتش على موقع الاتحاد الدولي لكرة السلة (الإنجليزية)
- ماركو ميليتش على موقع الدوري الأوروبي لكرة السلة (الإنجليزية)
- ماركو ميليتش على موقع إن بي أي (الإنجليزية)
- ماركو ميليتش على موقع سبورتس رفرنس (الإنجليزية)
- ماركو ميليتش على موقع الدوري الإسباني لكرة السلة (الإسبانية)
- ماركو ميليتش على موقع كرة السلة الأوروبية.كوم (الإنجليزية)
- ماركو ميليتش على موقع ريلجم (الإنجليزية)
- ماركو ميليتش على موقع بروبوليرز (الإنجليزية)
- ماركو ميليتش على موقع سبورتس رفرنس (الإنجليزية)